# Adapsilia sublatipennis
Adapsilia sublatipennis är en tvåvingeart som beskrevs av Enrico Adelelmo Brunetti 1929. Adapsilia sublatipennis ingår i släktet Adapsilia och familjen Pyrgotidae.
Artens utbredningsområde är Zimbabwe. Inga underarter finns listade i Catalogue of Life.